# Michael Wolfgramm
Michael Wolfgramm, född den 8 mars 1953 i Schwerin i Tyskland, är en östtysk roddare.
Han tog OS-guld i scullerfyra i samband med de olympiska roddtävlingarna 1976 i Montréal.